# Giúp lễ

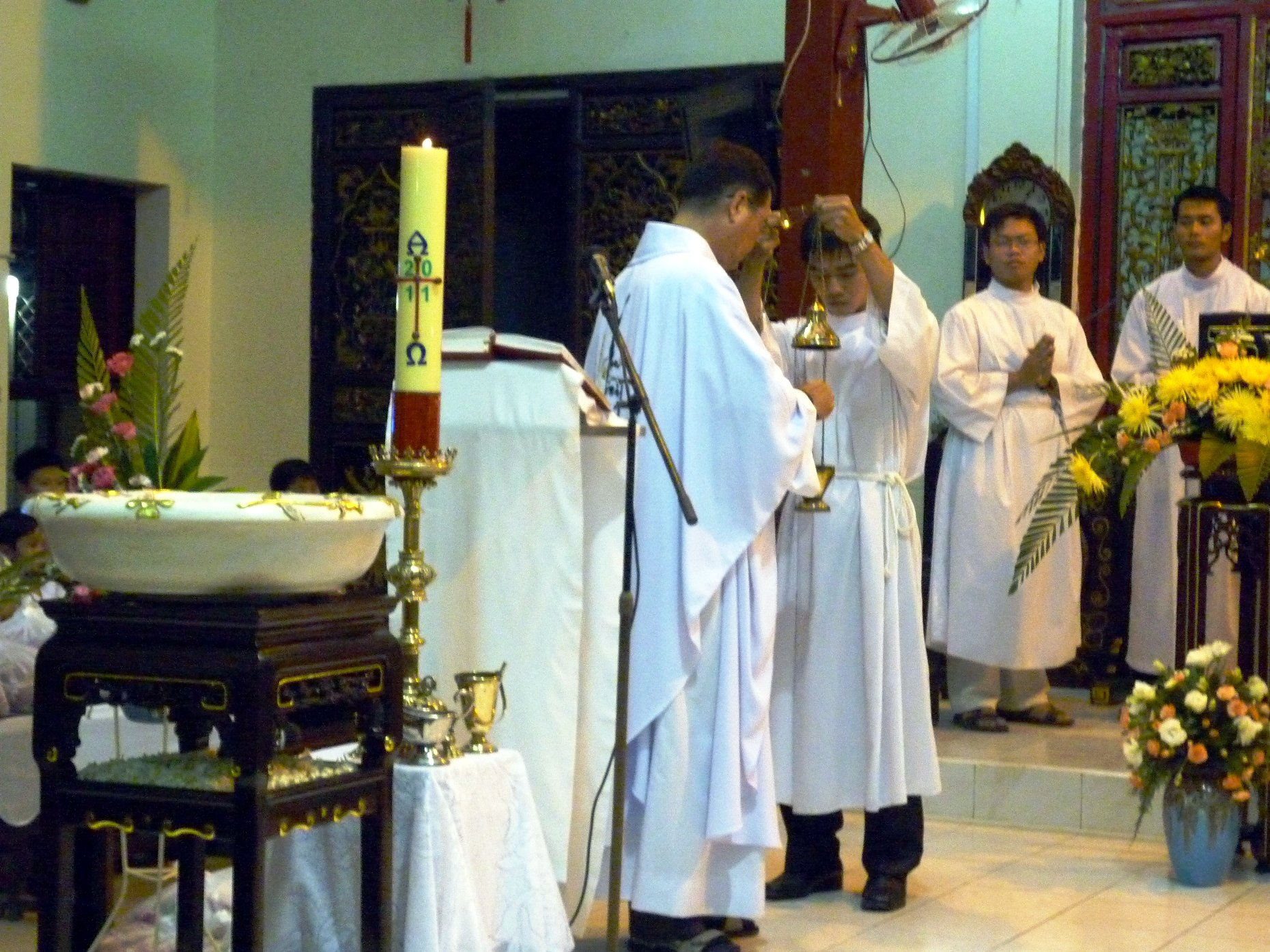
Một Giúp lễ đang cùng vị linh mục thực hiện nghi thức xông hương trong Thánh lễ

Giúp lễ (còn được gọi là lễ sinh) là tên gọi những giáo dân được chọn để phục vụ bàn thờ và trợ giúp chủ tế thực hiện các nghi thức (là các linh mục, giám mục) trong Thánh lễ Kitô giáo. Giúp lễ có truyền thống lâu đời tồn tại trong các hệ phái khác nhau của Kitô giáo như Công giáo, Anh giáo, Chính thống giáo Đông phương...

## Tổng quan
Giúp lễ phải là những Kitô hữu. Độ tuổi tối thiểu để có thể là một Giúp lễ thay đổi tùy theo hoàn cảnh địa phương nhưng các cậu bé lên bảy và đã rước lễ thì sẽ được chọn để làm công việc này, được ưu tiên để làm công việc này theo truyền thống của Giáo hội. Những chú giúp lễ phải đủ trưởng thành để thực hiện nhiệm vụ của mình mà không vi phạm sự thiêng liêng của bàn thờ. Trong các Thánh lễ lớn hay các Thánh lễ có nghi thức cử hành phức tạp thì công việc giúp lễ sẽ được các nam tín hữu trưởng thành đảm nhận thực hiện. Giúp lễ cũng có thể là nữ tín hữu tuy nhiên nam tín hữu sẽ được ưu tiên làm công việc này hơn và thích hợp hơn theo truyền thống. Ngày 15 tháng 3 năm 1994, Bộ Phụng tự và Kỷ luật Bí tích của Tòa Thánh Vatican đã ban hành khẳng định rằng cả nam lẫn nữ giáo dân đều có thể phục vụ bàn thờ, rằng mỗi linh mục chủ tế có toàn quyền quyết định ai có thể tham gia phục vụ và rằng việc tuân theo truyền thống là để các bé trai phục vụ bàn thờ là một điều thích hợp.

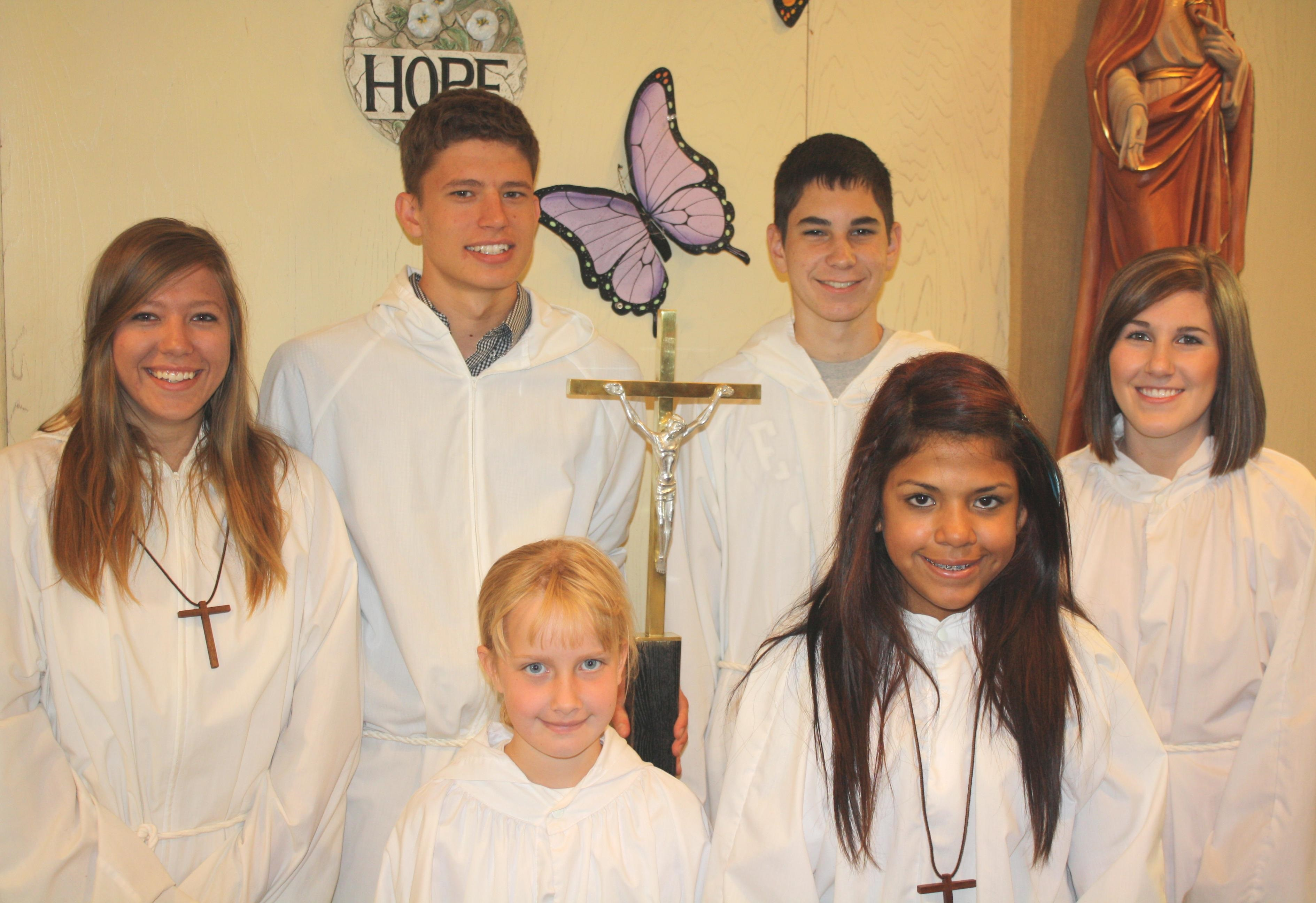
Các nữ tín hữu giúp lễ

Vậy nên, việc giúp lễ có thể được đảm nhận bởi bất kì tín hữu nào nhưng các cậu bé (khoảng 11 đến 14 tuổi) thì được ưu tiên và thích hợp hơn để đảm nhận công việc này. Các Giúp lễ cần trải qua một khoảng thời gian huấn luyện, đào tạo và học tập các cách thức, nghi thức giúp lễ.
Giúp lễ kể trên là những lễ sinh hay bất kì tín hữu nào làm công việc phục vụ bàn thờ giúp linh mục, chủ tế tiến hành các nghi thức tôn giáo. Ngoài ra còn có "tác vụ giúp lễ" là một nhiệm vụ, công việc được giao cho các chủng sinh (những người học tập ở các chủng viện để trở thành tu sĩ) trong chương trình đào tạo linh mục Công giáo, đi cùng với đó là "tác vụ đọc sách", lúc này thì người đảm nhiệm các tác vụ ấy sẽ được gọi là một thừa tác viên. Tác vụ giúp lễ có chức năng tương tự như giúp lễ theo cách hiểu thông thường là phục vụ bàn thờ, giúp chủ tế cử hành các nghi thức nhưng họ có vị trí đặc biệt hơn, họ phải là những chủng sinh trong các chủng viện và phải trải qua một Thánh lễ "trao thừa tác vụ" để trở thành thừa tác viên giúp lễ. Họ phải là nam giới và đang trong tiến trình đào tạo trở thành một linh mục Công giáo.

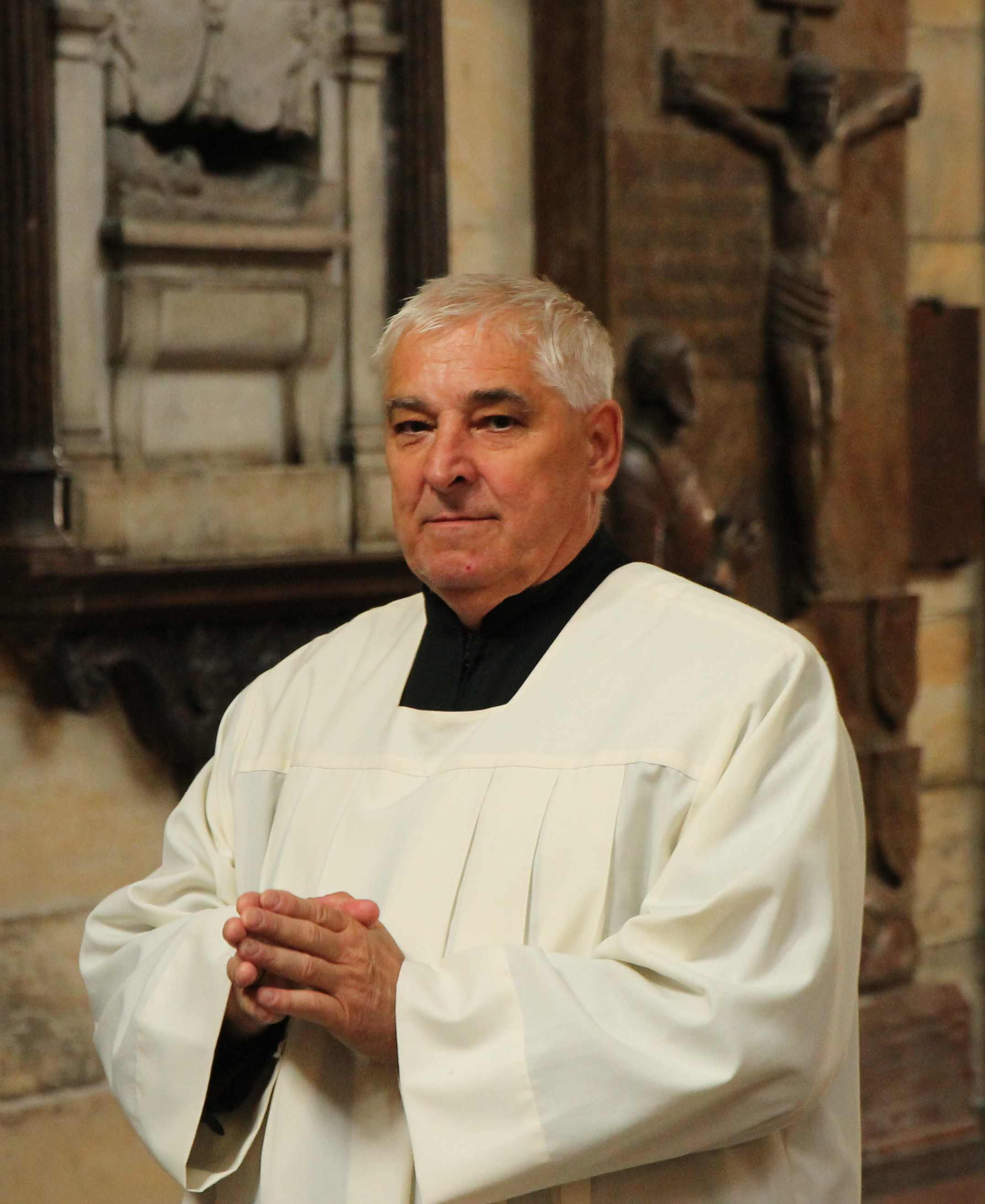
Một nam tín hữu lớn tuổi người Séc giúp lễ

Bài viết này nói về Giúp lễ thông thường không phải là thừa tác viên giúp lễ.

## Tên gọi
Tên gọi Giúp lễ, xuất phát từ tên công việc mà họ đảm nhận.
Altar server là tên gọi tiếng Anh của Giúp lễ.
Acotyle là tên gọi tiếng Anh của thừa tác viên thực hiện tác vụ giúp lễ. Acolyte có nguồn gốc từ tiếng Hy Lạp ἀκόλουθος (akolouthos), có nghĩa là người phục vụ, thông qua acolythus trong tiếng Latinh cổ.

## Vai trò
Các Giúp lễ hỗ trợ vị linh mục trong việc thực hiện các nghi thức trong Thánh lễ. Ngoài ra họ còn làm những công việc khác trong nhà thờ.
Trong một Thánh lễ có thể có một hay nhiều Giúp lễ tùy vào sự cần thiết và số lượng công việc trên Bàn Thánh.
Sự xuất hiện của các chú giúp lễ nhỏ tuổi còn góp phần tạo nên nét đẹp và thanh cao cho Thánh lễ.

## Phẩm phục

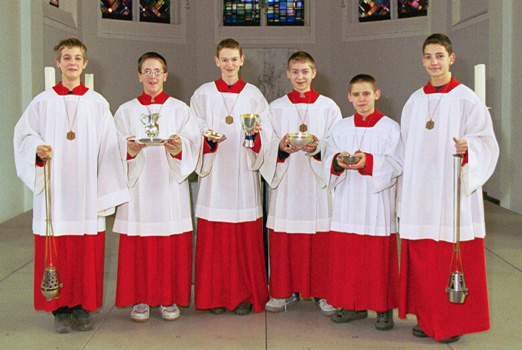
Các lễ sinh mặc áo giúp lễ Roma

Có nhiều thiết kế khác nhau cho phẩm phục của Giúp lễ nhưng nhìn chung phải toát lên vẻ trang nghiêm và đồng nhất với vị Chủ tế. Một số phẩm phục phổ biến là: surplice, alba...

## Thánh quan thầy
Thánh quan thầy của các lễ sinh sẽ phụ thuộc vào các giáo phận, giáo xứ, giáo hạt,... bởi mỗi nơi khác nhau sẽ chọn những vị Thánh khác nhau để bảo hộ, hướng dẫn và cầu bầu cho các lễ sinh nơi đó.
Thánh bổn mạng của các lễ sinh ở Việt Nam là Thánh Đaminh Saviô.

## Hình ảnh khác

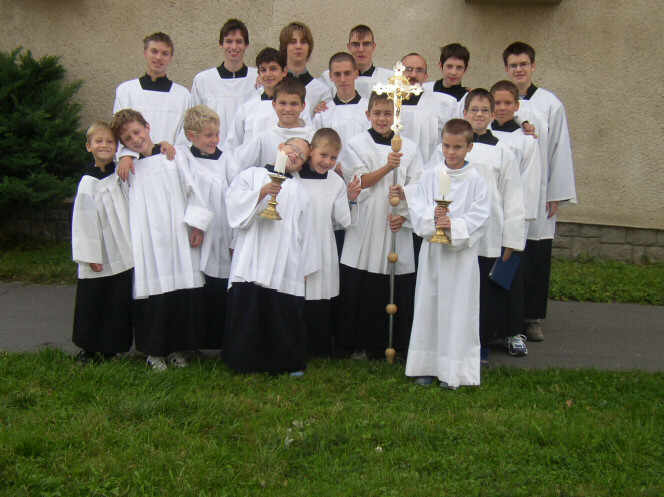
Các chú giúp lễ tại một nhà thờ
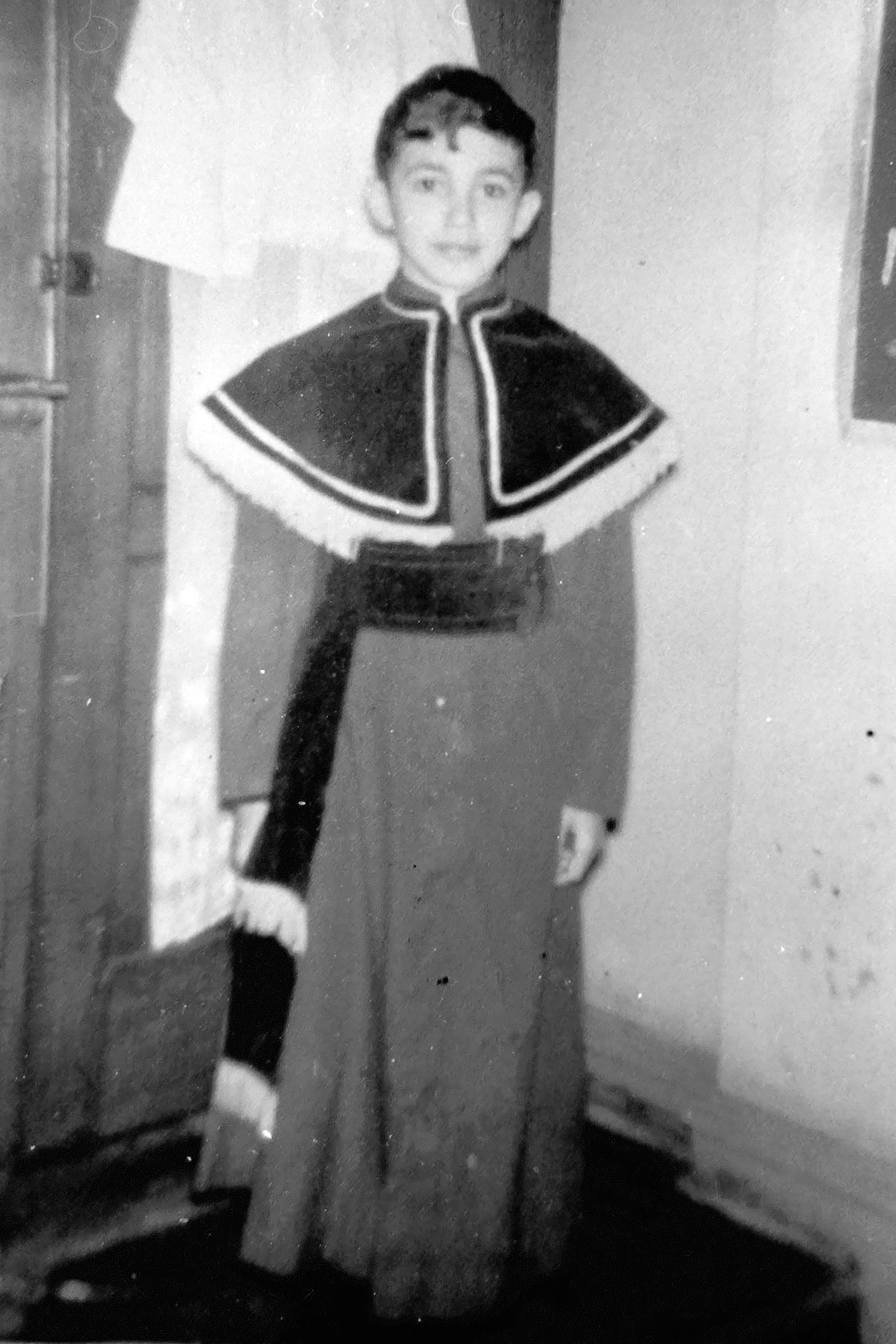
Một chú giúp lễ trong trang phục giúp lễ năm 1965
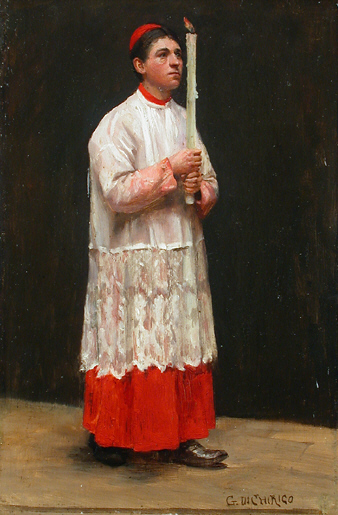
Một bức tranh vẽ chú giúp lễ bởi Giacomo Di Chirico
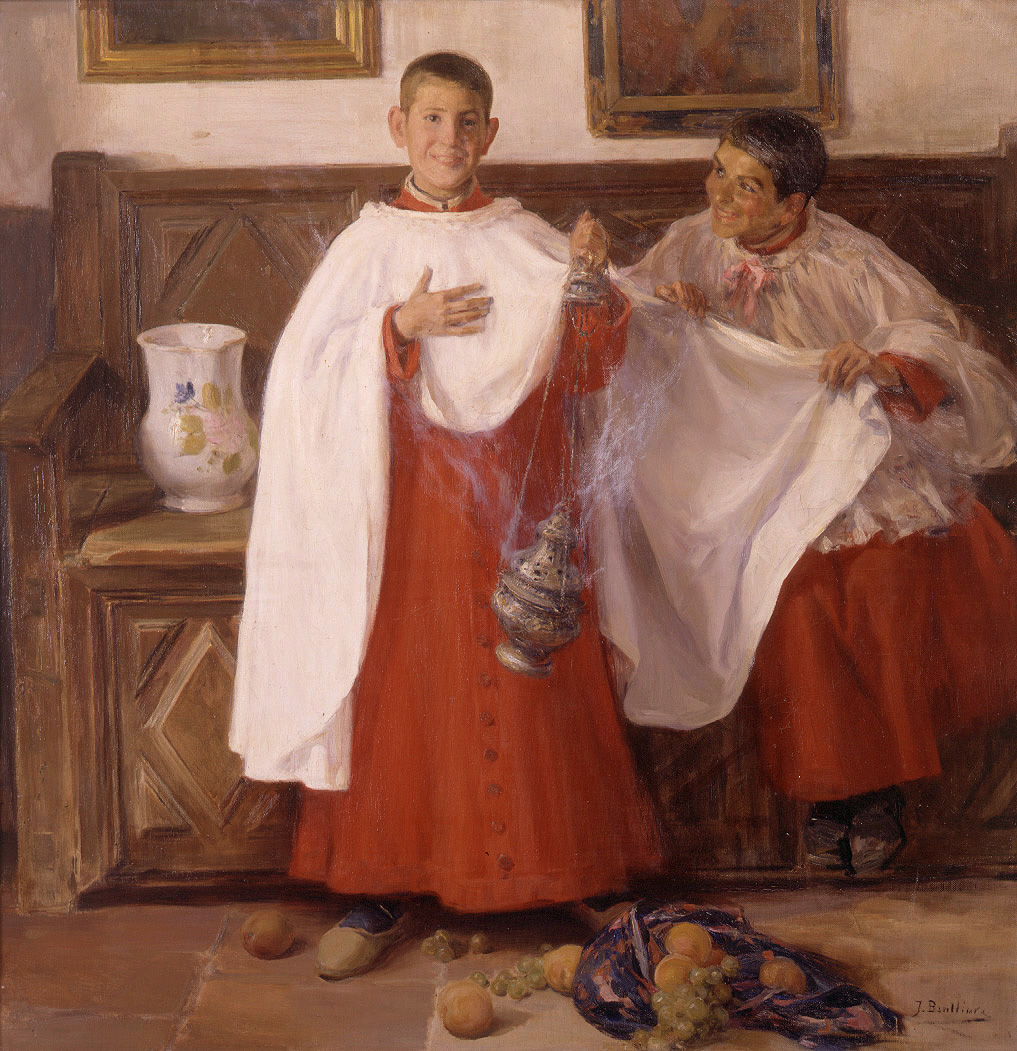
Tranh vẽ bởi José Benlliure y Gil
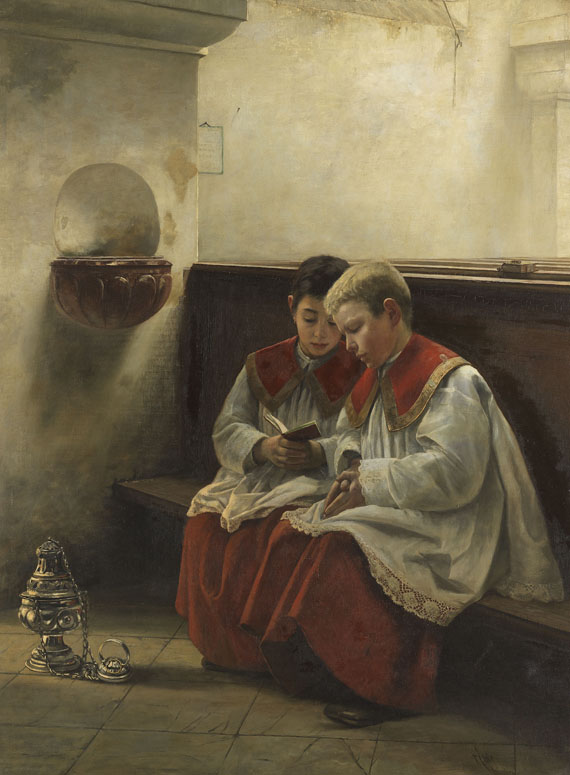
Tranh vẽ năm 1888
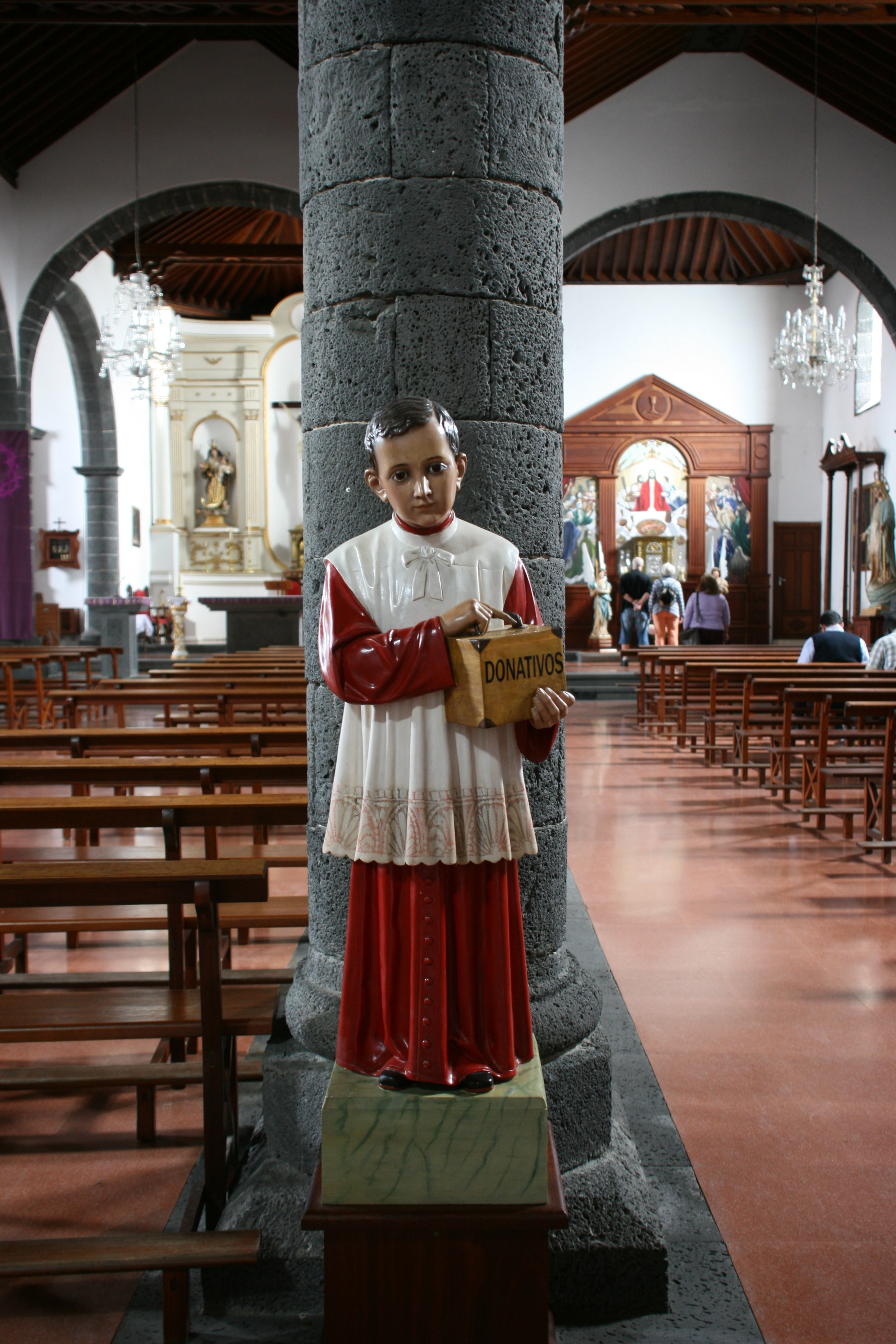
Bức tượng chú giúp lễ tại một nhà thờ ở Arrecife, Lanzarote, Tây Ban Nha